# Char szöl
Char szöl (mong. хар шөл; dosłownie: czarna polewka) – mongolska zupa z baraniny i łoju.